# Servette Football Club Genève 1890 2021-2022
Questa voce raccoglie le informazioni riguardanti il Servette Football Club Genève 1890 nelle competizioni ufficiali della stagione 2021-2022.

## Stagione
Nella stagione 2021-2022 il Servette, allenato da Alain Geiger, concluse il campionato di Super League al 6º posto. In Coppa Svizzera il Servette fu eliminato agli ottavi di finale dal Thun. In Europa Conference League il Servette fu eliminato al secondo turno di qualificazione dal Molde.

## Rosa
| N. |                                 | Ruolo | Calciatore          |
| -- | ------------------------------- | ----- | ------------------- |
| 1  | Svizzera (bandiera)             | P     | Steven Deana        |
| 3  | Francia (bandiera)              | D     | Gaël Clichy         |
| 4  | Svizzera (bandiera)             | D     | Steve Rouiller      |
| 5  | Bolivia (bandiera)              | C     | Boris Cespedes      |
| 7  | Francia (bandiera)              | C     | Moussa Diallo       |
| 8  | Francia (bandiera)              | C     | Timothé Cognat      |
| 9  | Bosnia ed Erzegovina (bandiera) | C     | Miroslav Stevanović |
| 11 | Francia (bandiera)              | A     | Boubacar Fofana     |
| 12 | Francia (bandiera)              | A     | Ronny Rodelin       |
| 14 | Svizzera (bandiera)             | A     | Dimitri Oberlin     |
| 15 | Francia (bandiera)              | C     | Theo Valls          |
| 17 | Svizzera (bandiera)             | C     | Kastriot Imeri      |
| 19 | Francia (bandiera)              | D     | Yoan Severin        |
| 20 | Guinea-Bissau (bandiera)        | A     | Papu Mendes         |
| 21 | Svizzera (bandiera)             | A     | Nils Pédat          |
| 22 | Svizzera (bandiera)             | C     | Ricardo Alves       |
| 23 | Francia (bandiera)              | D     | Vincent Sasso       |
| 24 | Svizzera (bandiera)             | D     | Malik Sawadogo      |

| N. |                           | Ruolo | Calciatore         |
| -- | ------------------------- | ----- | ------------------ |
| 25 | Svizzera (bandiera)       | C     | Sidiki Camara      |
| 26 | Austria (bandiera)        | D     | Moritz Bauer       |
| 27 | Svizzera (bandiera)       | C     | Alexis Antunes     |
| 28 | Francia (bandiera)        | C     | David Douline      |
| 29 | Costa d'Avorio (bandiera) | A     | Chris Bedia        |
| 30 | Svizzera (bandiera)       | D     | Noah Henchoz       |
| 32 | Svizzera (bandiera)       | P     | Jérémy Frick       |
| 33 | Svizzera (bandiera)       | D     | Nicolas Vouilloz   |
| 34 | Svizzera (bandiera)       | D     | Roggerio Nyakossi  |
| 35 | Portogallo (bandiera)     | D     | Diogo Monteiro     |
| 40 | Svizzera (bandiera)       | P     | Edin Omeragić      |
| 41 | Svizzera (bandiera)       | D     | Théo Magnin        |
| 41 | Svizzera (bandiera)       | A     | Valton Behrami     |
| 43 | Svizzera (bandiera)       | C     | Issa Kaloga        |
| 43 | Svizzera (bandiera)       | A     | Alexandre Patricio |
| 44 | Kosovo (bandiera)         | P     | Léo Besson         |
| 47 | Svizzera (bandiera)       | C     | Loïs Ndema Mbongué |

## Organigramma societario
Area tecnica
- Allenatore: Alain Geiger
- Allenatore in seconda: Bojan Dimić
- Preparatore dei portieri: Dani Blanco
- Preparatori atletici: Alexandre Polizzi, Mathieu Degrange

## Calciomercato

### Sessione estiva
| Acquisti | Acquisti          | Acquisti         | Acquisti |
| R.       | Nome              | da               | Modalità |
| -------- | ----------------- | ---------------- | -------- |
| A        | Dimitri Oberlin   | Bayern Monaco II |          |
| P        | Steven Deana      | Duisburg         |          |
| A        | Ronny Rodelin     | Guingamp         |          |
| P        | Léo Besson        | Servette U18     |          |
| C        | David Douline     | Rodez            |          |
| D        | Roggerio Nyakossi | Servette U18     |          |
| A        | Papu Mendes       | Strasburgo (CFA) |          |
| D        | Malik Sawadogo    | Servette U18     |          |

| Cessioni | Cessioni      | Cessioni       | Cessioni |
| R.       | Nome          | a              | Modalità |
| -------- | ------------- | -------------- | -------- |
| C        | Gaël Ondoua   | Hannover 96    |          |
| A        | Koro Koné     | Yverdon        |          |
| D        | Arial Mendy   | Clermont Foot  |          |
| C        | Alexis Guérin | Stade Nyonnais |          |

### Sessione invernale
| Acquisti | Acquisti     | Acquisti  | Acquisti |
| R.       | Nome         | da        | Modalità |
| -------- | ------------ | --------- | -------- |
| D        | Moritz Bauer | Ufa       |          |
| A        | Chris Bedia  | Charleroi |          |

| Cessioni | Cessioni         | Cessioni       | Cessioni |
| R.       | Nome             | a              | Modalità |
| -------- | ---------------- | -------------- | -------- |
| A        | Alex Schalk      | Urawa Reds     |          |
| A        | Grejohn Kyei     | Clermont Foot  |          |
| D        | Anthony Sauthier | Yverdon        |          |
| A        | Emmanuel Samba   | Étoile Carouge |          |

## Risultati

### Super League

#### Prima fase, girone di andata
| Arbitro: | Piccolo |

|           |           |                    |
| Ndoye 90’ | Marcatori | 31’ Imeri 53’ Kyei |

| Arbitro: | Bieri |

|  |           |                          |
|  | Marcatori | 47’ Bottani 49’ Abubakar |

| Arbitro: | Piccolo |

|                                                      |           |          |
| Cabral 19’, 45’ (rig.), 50’, 63’ Esposito 60’ (rig.) | Marcatori | 74’ Kyei |

| Arbitro: | Cibelli |

|                                                   |           |             |
| Cognat 16’ Antunes 21’ Stevanović 43’ Rodelin 69’ | Marcatori | 78’ N'Diaye |

| Arbitro: | Wolfensberger |

|                    |           |            |
| Campana 37’ (rig.) | Marcatori | 20’ Cognat |

| Arbitro: | Horisberger |

|                                                             |           |           |
| Diakité 7’ (aut.) Sauthier 14’ Cognat 19’ Rouiller 26’, 71’ | Marcatori | 37’ Youan |

| Arbitro: | Dudic |

|                        |           |                            |
| Guerrero 47’ Ćorić 69’ | Marcatori | 45’ (rig.) Valls 87’ Imeri |

| Arbitro: | Horisberger |

|                |           |                        |
| Stevanović 32’ | Marcatori | 44’ (rig.) Kukuruzović |

| Arbitro: | Fähndrich |

|  |           |                                                            |
|  | Marcatori | 45’ (rig.) Ngamaleu 48’, 68’, 73’ Fassnacht 53’, 76’ Kanga |

#### Prima fase, girone di ritorno
| Arbitro: | Piccolo |

|                          |           |              |
| Duah 35’ Guillemenot 90’ | Marcatori | 85’ Rouiller |

| Arbitro: | Schärer |

|          |           |                                 |
| Kyei 90’ | Marcatori | 4’ Stojilković 58’ (aut.) Sasso |

| Arbitro: | Jaccottet |

|                                |           |           |
| Celar 30’ (rig.) Sabbatini 78’ | Marcatori | 16’ Imeri |

| Arbitro: | Cibelli |

|           |           |                        |
| Imeri 66’ | Marcatori | 28’ Ceesay 44’ Kryeziu |

| Arbitro: | Jaccottet |

|                         |           |                                |
| Kyei 32’, 79’ Imeri 50’ | Marcatori | 56’ (rig.) Bonatini 69’ Kawabe |

| Arbitro: | San |

|  |           |                                |
|  | Marcatori | 49’ Kyei 67’ Imeri 88’ Antunes |

| Arbitro: | Schnyder |

|           |           |                       |
| Kanga 10’ | Marcatori | 67’ (rig.), 79’ Imeri |

| Arbitro: | Schärer |

|                           |           |                      |
| Stevanović 17’ Cognat 47’ | Marcatori | 37’ López 84’ Millar |

| Arbitro: | San |

|  |           |                                    |
|  | Marcatori | 19’ (rig.) Stevanović 61’ Vouilloz |

#### Seconda fase, girone di andata
| Arbitro: | San |

|                     |           |  |
| Cespedes 48’ (aut.) | Marcatori |  |

| Arbitro: | Horisberger |

|           |           |  |
| Sasso 41’ | Marcatori |  |

| Arbitro: | Schärer |

|                                                |           |           |
| Ruiz 4’ Guillemenot 10’, 29’ Schubert 63’, 77’ | Marcatori | 2’ Schalk |

| Arbitro: | Schnyder |

|           |           |             |
| Bedia 53’ | Marcatori | 86’ Kvasina |

| Arbitro: | Staubli |

|                              |           |  |
| Celar 44’ (rig.) Aliseda 90’ | Marcatori |  |

| Arbitro: | Schnyder |

|           |           |  |
| Schalk 3’ | Marcatori |  |

| Arbitro: | San |

|                     |           |                                              |
| Herc 42’ Kawabe 53’ | Marcatori | 36’ (rig.) Imeri 44’ Schalk 79’, 90’ Rodelin |

| Arbitro: | Bieri |

|                             |           |  |
| Chipperfield 69’ Szalai 88’ | Marcatori |  |

| Arbitro: | Horisberger |

|                      |           |                 |
| Cognat 25’ Imeri 44’ | Marcatori | 33’ Stojilković |

#### Seconda fase, girone di ritorno
| Arbitro: | Cibelli |

|                                          |           |             |
| Amdouni 38’ (rig.), 62’, 67’ Sanches 72’ | Marcatori | 76’ Rodelin |

| Arbitro: | Horisberger |

|           |           |  |
| Imeri 35’ | Marcatori |  |

| Arbitro: | Fähndrich |

|  |           |                     |
|  | Marcatori | 10’ (rig.) Bonatini |

| Arbitro: | Schärer |

|                                |           |             |
| Siebatcheu 12’, 42’ Sierro 85’ | Marcatori | 90’ Oberlin |

| Arbitro: | Wolfensberger |

|  |           |                         |
|  | Marcatori | 68’ Fazliji 88’ Lungoyi |

| Arbitro: | Horisberger |

|                                               |           |  |
| Abubakar 38’ Sorgić 66’ N'Diaye 82’ Čumić 87’ | Marcatori |  |

| Arbitro: | Cibelli |

|                              |           |                             |
| Bedia 52’ (rig.) Oberlin 90’ | Marcatori | 10’ (rig.) Celar 63’ Lovrić |

| Ginevra 19 maggio 2022, ore 20:30 CEST 35ª giornata | Servette | 0 – 0 referto | Basilea | Stade de Genève (5 802 spett.)\| Arbitro: \| Tschudi \| |
| Arbitro:                                            | Tschudi  |               |         |                                                         |

| Arbitro: | Schnyder |

|                                          |           |                                           |
| Stojilković 26’ Itaitinga 78’ Karlen 85’ | Marcatori | 52’ Antunes 54’ Bedia 68’ (rig.) Cespedes |

### Coppa Svizzera
| Arbitro: | Staubli |

|  |           |                                                              |
|  | Marcatori | 1’, 23’, 45’ Antunes 40’ Oberlin 81’ (rig.) Valls 82’ Mendes |

| Arbitro: | Kanagasingam |

|             |           |                                  |
| Alessio 19’ | Marcatori | 10’, 81’, 90’ Schalk 47’ Rodelin |

| Arbitro: | San |

|                                                 |           |                |
| Dzonlagic 57’ Bürki 60’ Gerndt 64’ Havenaar 82’ | Marcatori | 45’ Stevanović |

### Europa Conference League
| Arbitro: | Strukan |

|                                          |           |  |
| Brynhildsen 7’ Omoijuanfo 31’ Eikrem 59’ | Marcatori |  |

| Arbitro: | Kamphuis |

|                     |           |  |
| Diallo 18’ Kyei 59’ | Marcatori |  |

## Statistiche

### Statistiche di squadra
| Competizione             | Punti | In casa | In casa | In casa | In casa | In casa | In casa | In trasferta | In trasferta | In trasferta | In trasferta | In trasferta | In trasferta | Totale | Totale | Totale | Totale | Totale | Totale | DR  |
| Competizione             | Punti | G       | V       | N       | P       | Gf      | Gs      | G            | V            | N            | P            | Gf           | Gs           | G      | V      | N      | P      | Gf     | Gs     | DR  |
| ------------------------ | ----- | ------- | ------- | ------- | ------- | ------- | ------- | ------------ | ------------ | ------------ | ------------ | ------------ | ------------ | ------ | ------ | ------ | ------ | ------ | ------ | --- |
| Super League             | 44    | 18      | 7       | 5       | 6       | 25      | 26      | 18           | 5            | 3            | 10           | 25           | 40           | 36     | 12     | 8      | 16     | 50     | 66     | -16 |
| Coppa Svizzera           | -     | 0       | 0       | 0       | 0       | 0       | 0       | 3            | 2            | 0            | 1            | 11           | 5            | 3      | 2      | 0      | 1      | 11     | 5      | +6  |
| Europa Conference League | -     | 1       | 1       | 0       | 0       | 2       | 0       | 1            | 0            | 0            | 1            | 0            | 3            | 2      | 1      | 0      | 1      | 2      | 3      | -1  |
| Totale                   | 44    | 19      | 8       | 5       | 6       | 27      | 26      | 22           | 7            | 3            | 12           | 36           | 48           | 41     | 15     | 8      | 18     | 63     | 74     | -11 |

### Andamento in campionato
| Giornata  | 1 | 2 | 3 | 4 | 5 | 6 | 7 | 8 | 9 | 10 | 11 | 12 | 13 | 14 | 15 | 16 | 17 | 18 | 19 | 20 | 21 | 22 | 23 | 24 | 25 | 26 | 27 | 28 | 29 | 30 | 31 | 32 | 33 | 34 | 35 | 36 |
| --------- | - | - | - | - | - | - | - | - | - | -- | -- | -- | -- | -- | -- | -- | -- | -- | -- | -- | -- | -- | -- | -- | -- | -- | -- | -- | -- | -- | -- | -- | -- | -- | -- | -- |
| Luogo     | T | C | T | C | T | C | T | C | C | T  | C  | T  | C  | C  | T  | T  | C  | T  | T  | C  | T  | C  | T  | C  | T  | T  | C  | T  | C  | C  | T  | C  | T  | C  | C  | T  |
| Risultato | V | P | P | V | N | V | N | N | P | P  | P  | P  | P  | V  | V  | V  | N  | V  | P  | V  | P  | N  | P  | V  | V  | P  | V  | P  | V  | P  | P  | P  | P  | N  | N  | N  |
| Posizione | 4 | 6 | 7 | 5 | 4 | 4 | 4 | 4 | 6 | 6  | 6  | 6  | 8  | 6  | 6  | 6  | 6  | 5  | 5  | 5  | 5  | 5  | 6  | 5  | 5  | 5  | 5  | 6  | 6  | 6  | 6  | 6  | 6  | 6  | 6  | 6  |

Legenda:

Luogo: C = Casa; T = Trasferta. Risultato: V = Vittoria; N = Pareggio; P = Sconfitta.

### Statistiche dei giocatori
| Giocatore     | Super League | Super League | Super League | Super League | Coppa Svizzera | Coppa Svizzera | Coppa Svizzera | Coppa Svizzera | Totale   | Totale | Totale      | Totale     |
| Giocatore     | Presenze     | Reti         | Ammonizioni  | Espulsioni   | Presenze       | Reti           | Ammonizioni    | Espulsioni     | Presenze | Reti   | Ammonizioni | Espulsioni |
| ------------- | ------------ | ------------ | ------------ | ------------ | -------------- | -------------- | -------------- | -------------- | -------- | ------ | ----------- | ---------- |
| R. Alves      | 8            | 0            | 0            | 0            | 0              | 0              | 0              | 0              | 8        | 0      | 0           | 0          |
| A. Antunes    | 30           | 3            | 2            | 0            | 2              | 3              | 0              | 0              | 32       | 6      | 2           | 0          |
| M. Bauer      | 15           | 0            | 0            | 0            | 0              | 0              | 0              | 0              | 15       | 0      | 0           | 0          |
| C. Bedia      | 14           | 3            | 3            | 0            | 0              | 0              | 0              | 0              | 14       | 3      | 3           | 0          |
| V. Behrami    | 4            | 0            | 2            | 0            | 0              | 0              | 0              | 0              | 4        | 0      | 2           | 0          |
| L. Besson     | 0            | 0            | 0            | 0            | 0              | 0              | 0              | 0              | 0        | 0      | 0           | 0          |
| S. Camara     | 3            | 0            | 0            | 0            | 0              | 0              | 0              | 0              | 3        | 0      | 0           | 0          |
| B. Cespedes   | 22           | 1            | 6            | 0            | 2              | 0              | 0              | 0              | 24       | 1      | 6           | 0          |
| G. Clichy     | 29           | 0            | 4            | 1            | 0              | 0              | 0              | 0              | 29       | 0      | 4           | 1          |
| T. Cognat     | 30           | 5            | 1            | 0            | 2              | 0              | 0              | 0              | 32       | 5      | 1           | 0          |
| S. Deana      | 0            | 0            | 0            | 0            | 0              | 0              | 0              | 0              | 0        | 0      | 0           | 0          |
| M. Diallo     | 30           | 0            | 4            | 1            | 2              | 0              | 0              | 0              | 32       | 0      | 4           | 1          |
| D. Douline    | 28           | 0            | 5            | 1            | 3              | 0              | 1              | 0              | 31       | 0      | 6           | 1          |
| B. Fofana     | 0            | 0            | 0            | 0            | 0              | 0              | 0              | 0              | 0        | 0      | 0           | 0          |
| J. Frick      | 33           | 0            | 3            | 1            | 1              | 0              | 0              | 0              | 34       | 0      | 3           | 1          |
| N. Henchoz    | 0            | 0            | 0            | 0            | 0              | 0              | 0              | 0              | 0        | 0      | 0           | 0          |
| K. Imeri      | 26           | 11           | 4            | 1            | 2              | 0              | 0              | 0              | 28       | 11     | 4           | 1          |
| I. Kaloga     | 0            | 0            | 0            | 0            | 0              | 0              | 0              | 0              | 0        | 0      | 0           | 0          |
| G. Kyei       | 16           | 6            | 4            | 0            | 2              | 0              | 1              | 0              | 18       | 6      | 5           | 0          |
| T. Magnin     | 0            | 0            | 0            | 0            | 0              | 0              | 0              | 0              | 0        | 0      | 0           | 0          |
| L. Mbongué    | 1            | 0            | 0            | 0            | 0              | 0              | 0              | 0              | 1        | 0      | 0           | 0          |
| P. Mendes     | 3            | 0            | 1            | 0            | 2              | 1              | 0              | 0              | 5        | 1      | 1           | 0          |
| D. Monteiro   | 0            | 0            | 0            | 0            | 0              | 0              | 0              | 0              | 0        | 0      | 0           | 0          |
| R. Nyakossi   | 5            | 0            | 0            | 0            | 1              | 0              | 0              | 0              | 6        | 0      | 0           | 0          |
| D. Oberlin    | 20           | 2            | 1            | 0            | 1              | 1              | 0              | 0              | 21       | 3      | 1           | 0          |
| E. Omeragić   | 4            | 0            | 0            | 0            | 2              | 0              | 0              | 0              | 6        | 0      | 0           | 0          |
| A. Patricio   | 1            | 0            | 0            | 0            | 0              | 0              | 0              | 0              | 1        | 0      | 0           | 0          |
| N. Pédat      | 0            | 0            | 0            | 0            | 2              | 0              | 0              | 0              | 2        | 0      | 0           | 0          |
| R. Rodelin    | 33           | 4            | 3            | 0            | 2              | 1              | 0              | 0              | 35       | 5      | 3           | 0          |
| S. Rouiller   | 23           | 3            | 3            | 0            | 2              | 0              | 0              | 0              | 25       | 3      | 3           | 0          |
| E. Samba      | 0            | 0            | 0            | 0            | 0              | 0              | 0              | 0              | 0        | 0      | 0           | 0          |
| V. Sasso      | 30           | 1            | 13           | 1            | 0              | 0              | 0              | 0              | 30       | 1      | 13          | 1          |
| A. Sauthier   | 12           | 1            | 3            | 0            | 2              | 0              | 0              | 0              | 14       | 1      | 3           | 0          |
| M. Sawadogo   | 1            | 0            | 0            | 0            | 3              | 0              | 0              | 0              | 4        | 0      | 0           | 0          |
| A. Schalk     | 21           | 3            | 0            | 0            | 2              | 3              | 0              | 0              | 23       | 6      | 0           | 0          |
| Y. Severin    | 17           | 0            | 2            | 0            | 3              | 0              | 0              | 0              | 20       | 0      | 2           | 0          |
| M. Stevanović | 34           | 4            | 2            | 0            | 3              | 1              | 0              | 0              | 37       | 5      | 2           | 0          |
| T. Valls      | 32           | 1            | 2            | 0            | 3              | 1              | 1              | 0              | 35       | 2      | 3           | 0          |
| N. Vouilloz   | 23           | 1            | 3            | 0            | 3              | 0              | 1              | 0              | 26       | 1      | 4           | 0          |